# Wohn- und Wirtschaftsgebäude Frelsdorfer Straße 9

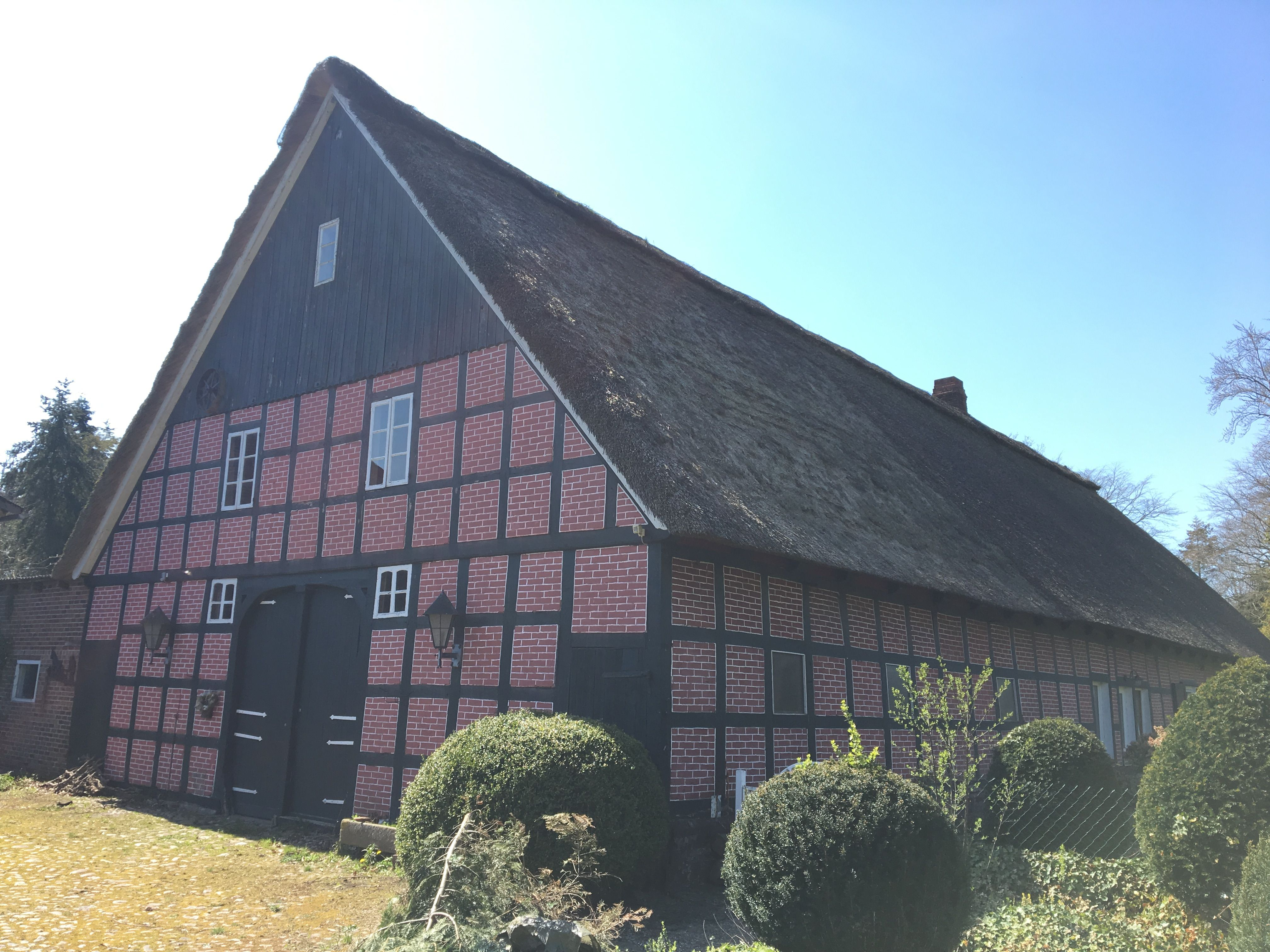
Ost- und Nordfassade (2021)

Das Wohn- und Wirtschaftsgebäude Frelsdorfer Straße 9 in der niedersächsischen Gemeinde Hipstedt-Frelsdorf wurde Mitte des 18. Jahrhunderts gebaut. Aktuell (2025) wird es zum Wohnen und landwirtschaftlich genutzt.
Das Gebäude steht unter Denkmalschutz (siehe auch Liste der Baudenkmale in Hipstedt).

## Geschichte und Beschreibung
Das frühere waldreiche Bauerndorf Hipstedt gehört zur heutigen Samtgemeinde Geestequelle im Landkreis Rotenburg (Wümme).
Das eingeschossige traufständige Gebäude als Vierständer-Hallenhaus in Fachwerk mit Steinausfachungen, reetgedecktem Satteldach, regionaltypischer senkrechter Verbretterung des oberen Giebeldreiecks und Grooter Door mit Korbbogen wurde um 1750 gebaut. Um 1900 wurde der Wirtschaftsteil verlängert und im Kammerfach ein Terrazzobodenbelag verlegt. Um 1925 erfolgte die Verlängerung des Wohnteils mit einem neuen Backsteingiebel mit Gesimsen sowie eine Veränderung von Innenstruktur und Ausstattung. Die Brunneneinfassung und die Handschwengelpumpe im gepflasterten Hof blieben erhalten.
Das Niedersächsische Landesamt für Denkmalpflege sieht den Denkmalwert begründet als u. a.: „[…] eher selten anzutreffender Vierständerbau, der zweimal verlängert wurde […]“.